# Lista de países por produção de platina
Esta é uma lista de países por produção de platina segundo o Serviço Geológico dos Estados Unidos:
| Rank | País/região    | Produção de Platina (Quilogramas) | Data das Informações |
| ---- | -------------- | --------------------------------- | -------------------- |
| -    | Mundo          | 189,000                           | 2008                 |
| 01   | África do Sul  | 146,140                           | 2008                 |
| 02   | Rússia         | 23,000                            | 2008                 |
| 03   | Canadá         | 7,000                             | 2008                 |
| 04   | Zimbabwe       | 5.642                             | 2008                 |
| 05   | Estados Unidos | 3,580                             | 2008                 |
| 06   | Colômbia       | 1,500                             | 2008                 |
| 07   | Finlândia      | 800                               | 2008                 |
| 08   | Japão          | 770                               | 2008                 |
| 09   | Botswana       | 600                               | 2008                 |
| 10   | Austrália      | 200                               | 2008                 |
| 11   | Polónia        | 20                                | 2008                 |
| 12   | Etiópia        | 10                                | 2008                 |
| 13   | Sérvia         | 2                                 | 2008                 |

Fonte: United States Geological Survey Mineral Resources Program May 7, 2009